# Lac Paulina
Le lac Paulina (en anglais : Paulina Lake) est un lac américain du comté de Deschutes, dans l'Oregon. Lac de cratère situé dans la caldeira Newberry, il est protégé au sein du Newberry National Volcanic Monument.